# Epiplema purpurata
Epiplema purpurata är en fjärilsart som beskrevs av Paul Dognin 1911. Epiplema purpurata ingår i släktet Epiplema och familjen Uraniidae. Inga underarter finns listade i Catalogue of Life.